# Jan Šmíd
Jan Šmíd (ur. 4 marca 1921 w Pradze, zm. 13 grudnia 2002 tamże) – czeski pisarz, dziennikarz i grafik.
Ukończył studia na Wydziale Dziennikarstwa Uniwersytetu Karola w Pradze. Z racji swoich zainteresowań związał się z pismem Svět motorů, z którym współpracował w latach 1959–1981.
Debiutował w 1957 roku powieścią sensacyjną pt. Cztery stopnie powyżej równika, która wydana została pod pseudonimem Jaime Pessoa. Pisał kryminały, powieści historyczne oraz satyryczne. Jedna z nich, Czyste radości mojego życia („Čisté radosti mého života”) z 1977 roku, ukazała się w Polsce w tłumaczeniu Emilii Witwickiej (Wyd. Spółdzielnia Wydawnicza „Czytelnik”, Warszawa 1980 ISBN 83-07-01097-7 i Wyd. Książnica, Katowice, 2004, ISBN 83-7132-737-4).
Od roku 1990 był prezesem Czeskiego Stowarzyszenia Autorów Literatury Kryminalnej.
Prócz pisania Jan Šmíd zajmował się też sportem: uprawiał lekkoatletykę, boks, strzelał i jeździł konno.

## Twórczość

### Powieści kryminalne
- Šestý výstřel pro Mabel Lowellovou
- Na rohu Dvaadevadesáté
- Smlouva s ďáblem

### Powieści historyczne
- Ve znamení Lva
- Ve znamení Erató
- Čtyři labutí pera

### Powieści satyryczne
- Čisté radosti mého života
- Já a můj kůň
- Návrat čistých radostí
- Údolí nejčistších radostí